# Jan N. Bremmer
Jan Nicolaas Bremmer (* 18. Dezember 1944 in Groningen) ist ein niederländischer Althistoriker und Religionswissenschaftler.

## Leben
Bremmer stammt aus einer alten Familie reformierter Pastoren und studierte ab 1962 Klassische Philologie und Hispanistik an der Vrije Universiteit Amsterdam und an der University of Bristol (1969–1970). Nach dem Militärdienst beim militärischen Nachrichtendienst (1970–1972) war er von 1974 an Assistent in Alter Geschichte an der Universität Utrecht. 1979 wurde er mit einer Dissertation über die frühgriechische Vorstellung der Seele („The Early Greek Conception of the Soul“) an der Universität Amsterdam promoviert. Später wurde er zum außerordentlichen Professor für Alte Geschichte an der Universität Utrecht ernannt. 1990 erhielt er den Lehrstuhl für Religionswissenschaften an der Fakultät für Theologie und Religionswissenschaften der Universität Groningen. Dort war er von 1996 bis 2005 Dekan der Fakultät. Seit Ende 2009 ist er emeritiert.
Bremmer war darüber hinaus Fellow des Center for Hellenic Studies in Washington, D.C. (1980–1981), Mitglied des Institute for Advanced Study in Princeton (2000), Canterbury Fellow der University of Canterbury, Christchurch, Neuseeland (2002), Inaugural Getty Villa Professor am Getty Research Institute, Los Angeles (2006–2007) und Visiting Leventis Professor an der School of History, Classics and Archeology der University of Edinburgh (2009).
Im Jahr 2006 wurde er von der niederländischen Königin zum Offizier des Orden von Oranien-Nassau ernannt.
2021 wurde er korrespondierendes Mitglied der philosophisch-historischen Klasse der Österreichischen Akademie der Wissenschaften (ÖAW).

## Forschungsschwerpunkte
Bremmer arbeitet zur griechischen und römischen Religion und Mythologie, zur Magie im Altertum, zu den Vorstellungen vom Leben nach dem Tod, zu den apokryphen Apostelakten, zur Kulturgeschichte der Gestik und des Humors sowie zur modernen Säkularisierung und zum zeitgenössischen New Age. Zu seinem umfangreichen wissenschaftlichen Œuvre gehören auch zahlreiche Beiträge zu Enzyklopädien und Nachschlagewerken wie dem Neuen Pauly oder dem Oxford Classical Dictionary.

## Schriften (Auswahl)
Monographien
- The Early Greek Conception of the Soul. Princeton University Press, Princeton 1983 (Dissertation Amsterdam 1979), ISBN 0-691-06528-4 (Digitalisat).
- mit Nicholas Horsfall: Roman Myth and Mythography. (= Bulletin of the Institute of Classical Studies, Supplement 52). Institute of Classical Studies, University of London, London 1987 (Digitalisat).
- mit Jan den Boeft: Martelaren van de oude kerk. Bewaarde documenten van de christenvervolging tot circa 300 na Christus. Vertaald, ingeleid en toegelicht. 1988.
- Greek Religion (= Greece & Rome. New Surveys in the Classics, Nr. 24). Oxford University Press, Oxford 1994 (Digitalisat). – Übersetzt ins Niederländische, Deutsche, Italienische und Spanische; 2. Auflage 2021.
  - Deutsche Übersetzung: Götter, Mythen und Heiligtümer im antiken Griechenland. Autorisierte Übersetzung von Kai Brodersen. Wissenschaftliche Buchgesellschaft, Darmstadt 1996; auch: Ullstein, Berlin 1998, ISBN 3-548-26537-5.
- The Rise and Fall of the Afterlife. The 1995 Read-Tuckwell Lectures at the University of Bristol. Routledge Chapman & Hall, London 2002, ISBN 0-415-14147-8 (Digitalisat).
- Van zendelingen, zuilen en zapreligie. Tweehonderd jaar godsdienst in Nederland en het Apostolisch genootschap. Uitgeverij Eburon, Delft 2005, ISBN 90-5972-095-4 („Von Missionaren, Säulen und Religion zum Zappen. Zweihundert Jahre Religion in den Niederlanden und die Apostolische Gesellschaft“).
- Greek Religion and Culture, the Bible, and the Ancient Near East (= Jerusalem Studies in Religion and Culture. Band 8). Brill, Leiden / Boston 2008, ISBN 978-90-04-16473-4. Rezension von: Barry B. Powell, Bryn Mawr Classical Review 2009.01.13 (online).
- The rise of Christianity through the eyes of Gibbon, Harnack and Rodney Stark. Barkhuis, Groningen 2010, ISBN 978-90-77922-70-5.
- Initiation into the Mysteries of the Ancient World (= Münchner Vorlesungen zu Antiken Welten. Band 1). Walter de Gruyter, Berlin/Boston 2014, ISBN 978-3-11-029929-8.
- Maidens, Magic and Martyrs in Early Christianity. Collected Essays I (= Wissenschaftliche Untersuchungen zum Neuen Testament. Band 379). Mohr Siebeck, Tübingen 2017, ISBN 978-3-16-154450-7.
- The World of Greek Religion and Mythology. Collected Essays II (= Wissenschaftliche Untersuchungen zum Neuen Testament. Band 433). Mohr Siebeck, Tübingen 2019, ISBN 978-3-16-154451-4.
- Becoming a man in Ancient Greece and Rome. Essays on myths and rituals of initiation. Mohr Siebeck, Tübingen 2021, ISBN 978-3-16-159008-5.

Herausgeberschaften
- Interpretations of Greek mythology. Taylor & Francis, 1987, ISBN 0-7099-3270-7 (Volltext).
- From Sappho to De Sade. Moments in the History of Sexuality. Routledge, London 1991, ISBN 0-415-06300-0 (Digitalisat).
- mit Herman Roodenburg: A Cultural History of Gesture. From Antiquity to the Present Day. Cambridge University Press, Cambridge 1991 (Digitalisat).
- mit Lourens van den Bosch: Between Poverty and the Pyre. Moments in the History of Widowhood. Routledge, London/New York 1995, ISBN 0-415-08370-2 (Digitalisat).
- The Apocryphal Acts Of John (= Studies on the Apocryphal Acts of the Apostles. Band 1). Kok Pharos, Kampen 1995, ISBN 90-390-0141-3 (Digitalisat).
- The Apocryphal Acts of Paul and Thecla (= Studies on the Apocryphal Acts of the Apostles. Band 2). Kok Pharos, Kampen 1996, ISBN 90-390-0152-9 (Digitalisat).
- mit Herman Roodenburg: A Cultural History of Humour. From Antiquity to the Present Day. Polity Press, London 1997, ISBN 0-7456-1880-4.
  - Deutsche Übersetzung: Kulturgeschichte des Humors von der Antike bis heute. Aus dem Englischen übersetzt von Kai Brodersen. Primus, Darmstadt, auch: Wissenschaftliche Buchgesellschaft, Darmstadt 1999.
- The Apocryphal Acts of Peter. Magic, Miracles and Gnosticism (= Studies on the Apocryphal Acts of the Apostles. Band 3). Peeters, Leuven 1998, ISBN 90-429-0019-9 (Digitalisat).
- The Apocryphal Acts of Andrew (= Studies on the Apocryphal Acts of the Apostles. Band 5). Peeters, Leuven 2000, ISBN 90-429-0823-8 (Digitalisat).
- The Apocryphal Acts of Thomas (= Studies on Early Christian Apocrypha. Band 6). Peeters, Leuven 2001, ISBN 90-429-1070-4 (Digitalisat).
- mit Jan R. Veenstra: The Metamorphosis of Magic from Late Antiquity to the Early Modern Period (= Groningen Studies in Cultural Change. Band 1). Peeters, Leuven 2002, ISBN 90-429-1227-8 (Digitalisat. Rezension: David Frankfurter, in: Bryn Mawr Classical Review 2005.05.32 (online).
- mit István Czachesz: The Apocalypse Of Peter (= Studies on Early Christian Apocrypha. Band 7). Peeters, Leuven 2003, ISBN 90-429-1375-4 (Digitalisat).
- mit Wout J. van Bekkum, Arie L. Molendijk: Cultures of Conversion (= Studies in the History and Anthropology of Religion. Band 18). Peeters, Leuven 2006, ISBN 90-429-1753-9 (Vorschau bei Google Bücher).
- The Strange World of Human Sacrifice (= Groningen Studies in Cultural Change. Band 1). Peeters, Leuven 2007, ISBN 978-90-429-1843-6 (Vorschau bei Google Bücher).
- mit Istvan Czachesz: The Visio Pauli and the Gnostic Apocalypse of Paul. Peeters, Leuven 2007, ISBN 978-90-429-1851-1.
- mit Andrew Erskine: The Gods of Ancient Greece. Identities and Transformations (= Edinburgh Leventis Studies. Band 5). Edinburgh University Press, Edinburgh 2010, ISBN 978-0-7486-3798-0.

Aufsätze
- Literacy and the Origins and Limitations of Greek Atheism. In: Studies in Honour of H. L. W. Nelson. Utrecht 1982, S. 43–55.
- Scapegoat Rituals in Ancient Greece. In: Harvard Studies in Classical Philology 87, 1983, S. 299–320.
- Greek Maenadism Reconsidered. In: Zeitschrift für Papyrologie und Epigraphik 55, 1984, S. 267–286.
- Dionysos travesti. In: A. Moreau (Hrsg.): L’Initiation 1. Montpellier 1992, S. 189–198.
- Three Roman Aetiological Myths. In: Fritz Graf (Hrsg.): Colloquium Rauricum. Band 3: Mythos in mythenloser Gesellschaft. Das Paradigma Roms. Teubner, Stuttgart / Leipzig 1993, ISBN 3-519-07413-3, S. 158–174 (Vorschau bei Google Bücher).
- Prophets, Seers, and Politics in Greece, Israel, and Early Modern Europe. In: Numen 40, 1993, S. 150–183.
- Myth as Propaganda: Athens and Sparta. In: Zeitschrift für Papyrologie und Epigraphik 117, 1997, S. 9–17 (Digitalisat bei der Universität Köln (PDF; 65 kB)).
- «Religion», «Ritual» and the Opposition «Sacred» vs. «Profane». In: Fritz Graf (Hrsg.): Ansichten griechischer Rituale. Geburtstags-Symposium für Walter Burkert, Castelen bei Basel 15. bis 18. März 1996. Teubner, Stuttgart / Leipzig 1998, ISBN 3-519-07433-8, S. 9–32 (Vorschau bei Google Bücher).
- The Birth of the Term ,Magic‘. In: Zeitschrift für Papyrologie und Epigraphik 126, 1999, S. 1–12 (Digitalisat bei der Universität Köln (PDF; 94 kB)).
- Odysseus versus the Cyclops. In: Synnøve des Bouvrie (Hrsg.): Myth and Symbol I. Symbolic Phenomena in Ancient Greek Culture. Papers from the First International Symposium on Symbolism at the University of Tromsø, June 4-7, 1998 (= Papers from the Norwegian Institute at Athens. Band 5). Aströms, Bergren 2002, ISBN 82-91626-21-9. Rezension von: Barry B. Powell, in: Bryn Mawr Classical Review 2004.01.16 (online).
- Myth and Ritual in Ancient Greece: Observations on a Difficult Relationship. In: Raban von Haehling (Hrsg.): Griechische Mythologie und frühes Christentum. Wissenschaftliche Buchgesellschaft, Darmstadt 2005, ISBN 3-534-18528-5, S. 21–43.
- Atheism in Antiquity. In: Michael Martin (Hrsg.): The Cambridge Companion to Atheism. Cambridge University Press, Cambridge 2007 (Digitalisat bei der UB Groningen (PDF; 126 kB)).
- Zeus’ Own Country: Cult and Myth in the Pride of Halicarnassus. In: Ueli Dill, Christine Walde (Hrsg.): Antike Mythen: Medien, Transformationen und Konstruktionen. Walter de Gruyter, Berlin / New York 2009, ISBN 978-3-11-020909-9, S. 292–312.